# Geofísica
Geofísica é o estudo da estrutura, da composição, das propriedades físicas e dos processos dinâmicos da Terra. Diferente da Geologia cujo estudo da Terra é feito via observações diretas das rochas, a Geofísica investiga o subterrâneo através de medidas indiretas. Subdivide-se em global (pura) e de prospecção (exploração ou aplicada).
Na Geofísica global ou pura podemos estudar os fenômenos físicos que acontecem no planeta como terremotos, tsunamis, vulcões entre outros. Já Geofísica de prospecção ou de exploração utilizamos levantamentos/métodos como os sísmicos, elétricos, eletromagnéticos, potenciais (magnético e gravimétrico), radiométricos, geotérmicos, etc..
A investigação geofísica do interior da Terra consiste em fazer medições na superfície ou próxima a ela. Estas medições são influenciadas pela distribuição interna das propriedades (parâmetros) físicas. A análise das medições pode revelar como é que as propriedades físicas do interior da Terra variam vertical e lateralmente. Grande parte do conhecimento terrestre, abaixo das profundidades que se podem atingir por intermédio de furos, é proveniente de observações geofísicas.
Os levantamentos podem ser terrestres, aéreos e marinhos.
Possui aplicação em água subterrânea, combustíveis fósseis, geotermia, geotecnia, contaminação ambiental e investigação de outros minérios em geral como ouro, ferro, etc..

## Métodos
As rochas diferem em uma ou mais de suas propriedades, provocando variações nos campos físicos e na propagação de ondas que atuam sobre elas. Consequentemente, essas variações, ao serem detectadas, podem fornecer informações dos materiais que as provocaram.
Essa é a base da Geofísica de Prospecção, a investigação de feições da subsuperfície de dimensões relativamente pequenas, a partir da observação de seus efeitos nos campos físicos e na propagação de ondas.

### Gravimétrico
Todas as massas estão sob o efeito da atração mútua, regido pela lei da gravitação universal. Mudanças laterais na densidade da Terra produzem variações locais no valor do campo gravitacional terrestre que, embora muito pequenas, podem frequentemente ser detectadas, permitindo deduções sobre a subsuperfície.
A Gravimetria está voltada para o estudo dessas pequenas perturbações locais do campo gravitacional terrestre, geradas pela distribuição de massas no subsolo, ou seja, pela presença de rochas de diferentes densidades. Materiais mais densos contribuem mais fortemente para o campo gravitacional do que os menos densos, quando se considera o mesmo volume e a mesma profundidade para ambos; se os materiais apresentam a mesma densidade, a contribuição maior é daqueles mais próximos da superfície, se eles ocupam igual volume, ou, se os materiais ocorrem à mesma profundidade, daqueles que perfazem o maior volume.

### Magnético
Cada rocha magnetiza-se de acordo com a sua susceptibilidade magnética, que depende da quantidade e do modo de distribuição dos minerais magnéticos presentes. A concentração de minerais magnéticos produz distorções locais no campo magnético da Terra, que podem ser detectadas e fornecem informações sobre a subsuperfície.
A Magnetometria baseia-se no estudo das variações locais do campo magnético terrestre, derivadas da existência, na subsuperfície, de rochas contendo minerais com forte susceptibilidade magnética, tais como a magnetita, ilmenita e pirrotita.
Tanto na Gravimetria como a Magnetometria, os campos físicos estão presentes; com isso, não é necessário que as rochas em subsuperfície sejam excitadas para que se obtenha uma medida do campo físico. Estes métodos obedecem à Teoria do Potencial e guardam várias semelhanças entre si. São referenciadas como Métodos Potenciais.

### Elétricos
Lidam com fenômenos puramente galvânicos e, portanto, utilizam corrente contínua ou mesmo alternada, mas de frequência muito baixa (< 10 Hz), tal que o fenômeno de indução possa ser desprezado. A corrente pode ser introduzida no terreno através de eletrodos enquanto a diferença de potencial é medida através de outros eletrodos, trazendo as informações sobre a subsuperfície. Dentre estes métodos elétricos destacam-se: Método do Potencial Espontâneo (SP – utiliza correntes naturais que podem aparecer, por exemplo, nas imediações de concentrações de minerais condutivos); Método da Eletrorresistividade (as correntes são geradas artificialmente); Método da Polarização Induzida (IP – correntes também geradas artificialmente, porém a diferença de potencial é medida após cessada a corrente ou fazendo-se variar a sua frequência, o que permite avaliar a capacidade das rochas de armazenar energia elétrica)

### Eletromagnéticos
A investigação tem como base o fenômeno de indução. Uma corrente, sempre de baixa frequência (< poucas dezenas de milhares de Hz), que pode circular numa bobina, inicia o processo de excitação da subsuperfície através do fenômeno de indução; condutores elétricos, por ventura presentes no subsolo, provocam distorções no campo eletromagnético, detectáveis por meio de uma outra bobina, que fornecem informações sobre os condutores que as provocaram.

### Radiométrico
Alguns isótopos de vários elementos desintegram-se espontaneamente emitindo partículas e radiações eletromagnéticas que podem ser detectadas e permitir a locação do material que as produziu. Esse fenômeno, cuja ocorrência é probabilística, é conhecido como radioatividade e tem origem no núcleo dos átomos instáveis. Por isso mesmo, a radioatividade não é considerada uma propriedade física, mas uma propriedade do núcleo atômico.
O estudo da distribuição de material radioativo nos materiais terrestres é realizado na Radiometria, levando em consideração, em especial, a radiação eletromagnética emitida quando de sua desintegração.

### Sísmica
Rochas com elasticidades diferentes permitem a propagação de ondas com velocidades diferentes. Essas ondas, ao encontrarem meios com propriedades elásticas diferentes, têm a sua energia em parte refletida e em parte refratada. Conhecendo-se o tempo de percurso das ondas em diferentes pontos bem como a distância entre esse pontos, pode-se deduzir as velocidades de propagação das ondas e a posição das interfaces que separam os meios com diferentes valores de elasticidade. Associando-se a esses meios os diferentes tipos de rochas, é possível conhecer-se a distribuição das rochas em subsuperfície.
A Sísmica baseia-se na medição, em vários pontos, do tempo de percurso de ondas elásticas induzidas artificialmente, em geral nas imediações da superfície do terreno. Há duas técnicas distintas: uma que faz uso das ondas refletidas, a Sísmica de Reflexão, e a outra, das ondas refratadas, a Sísmica de Refração.

### Geotérmico
A propagação de calor na Terra, seja ele de origem interna, devido às desintegrações radioativas ou processos químicos e físicos de menor expressão, ou de origem externa, devido à energia radiante do Sol, depende da condutividade térmica das rochas.
O Método Térmico investiga, através da medição de temperatura, diferenças na propagação de calor, cuja origem remonta à existência, na subsuperfície, de rochas com diferentes valores de condutividade térmica ou de fontes de calor anômalo, o que permite a identificação e a delimitação de ambas.

### Perfilagem geofísica de poços
A perfuração constitui-se na última etapa da prospecção de um poço tubular, quer para petróleo quer para água ou outro uso qualquer. Não obstante os avançados métodos geofísicos e geológicos atuais possam sugerir as mais promissoras das locações, é somente a perfuração do poço que revelará se os prognósticos serão ou não confirmados.
As rochas podem ser identificadas em função de suas propriedades elétricas (condutividade elétrica, polarização induzida, constante dielétrica ou potencial eletroquímico
natural), acústicas (velocidade de propagação ou tempo de trânsito de ondas elásticas compressionais ou cisalhantes), radioativas (radioatividade natural ou induzida), mecânicas, térmicas, etc.. Tais propriedades podem ser obtidas com o deslocamento continuo de um ou mais sensores de perfilagem (sonda) dentro de um poço e foram denominados genericamente, no passado, de perfis elétricos, independentemente do processo físico de medição utilizado. O ideal é dizer-se perfis geofísicos elétricos, acústicos, radioativos, mecânicos, térmicos etc., a depender da propriedade usada para registro. A representação gráfica entre as profundidades e as propriedades petrofísicas, é denominada de Perfil Geofísico. Para tanto, o cabo das unidades de perfilagem, por meio do qual são descidos nos poços os mais variados tipos de sensores.

## Plataformas de levantamento

### Terrestres
Também conhecido como Geofísica Terrestre. Os levantamentos são realizados com equipes portando os equipamentos de medições (sensores e receptores), e, no caso de produção do campo físico, também são utilizados equipamentos transmissores e de registro dos dados (registradores). Todos os métodos geofísicos podem ser utilizados em levantamentos terrestre. Estes métodos a princípio foram desenvolvidos para este tipo de levantamento.

### Aéreos
Também conhecidos como Geofísica Aérea. Os equipamentos são conduzidos por pequenos aviões (tipo DC-3 ou Bandeirantes), ultraleves e helicópteros, bem como por meio de satélites artificiais e aeronaves de altas altitude.
Nos aerolevantamentos, os sensores, e se for o caso, os transmissores podem ser instalados na aeronave ou num reboque da mesma (bird), para evitar os efeitos da aeronave. Os registradores ficam acondicionados dentro da aeronave.
Este levantamento caracteriza-se pelo baixo custo e rapidez com que permitem obter os resultados. Em uma única passagem podem ser feitas medidas concomitantes com mais de um método geofísico. À exceção dos Métodos Elétrico, Sísmico e térmico, todos os demais (radiação eletromagnética, campos magnéticos e gravitacionais) podem ser utilizados em levantamentos aéreos convencionais.

### Marinhos
Levantamentos conduzidos no mar, rios, lagos ou em barragens são conhecidos como levantamentos marinhos ou Geofísica Marinha. Utilizam-se embarcações de diferentes dimensões; os sensores e, se for o caso, os transmissores podem ser acondicionados para evitar os efeitos da embarcação, num reboque da mesma (fish), que fica nas imediações da superfície ou do fundo do meio aquoso. Os registradores são acomodados na embarcação. Todos os métodos podem ser utilizados neste tipo de levantamento.